# Бутурлін Іван Федорович
Іван Федорович Бутурлін (пом. 1688) — московський державний і військовий діяч, дворянин московський, окольничий і воєвода, єдиний син окольничого та воєводи Федора Васильовича Бутурліна.

## Життєпис
У 1646 році Іван Бутурлін згадується у списку московських дворян. У 1648 році Іван Бутурлін був присутній на весіллі царя Олексія Михайловича з Марією Милославською. У 1653–1656 роках перебував на воєводстві в Нижньому Новгороді. У 1660 та 1661 роках Іван Бутурлін згадується як учасник придворних церемоній у Москві. У травні 1662 Іван Бутурлін був відправлений другим облоговим воєводою в Путивль, де став товаришем (заступником) свого батька, окольничого Федора Бутурліна.
У 1666–1668 роках Іван Бутурлін разом із князем Хілковим був другим воєводою в Астрахані, де вживав перших заходів для арешту Степана Разіна. У 1672–1675 роках окольничий Іван Бутурлін керував Ямським приказом. У 1680 році був призначений першим суддею до приказу Великого палацу.

## Родина
Окольничий Іван Бутурлін був одружений з Іриною Пушкіною (пом. 1672), дочкою Івана Пушкіна. Діти: Євдокія Бутурліна (бл. 1672–1713), дружина з 1692 генерал-фельдмаршала князя Михайла Михайловича Голіцина (1675–1730).